# Jonathon Pasvolsky

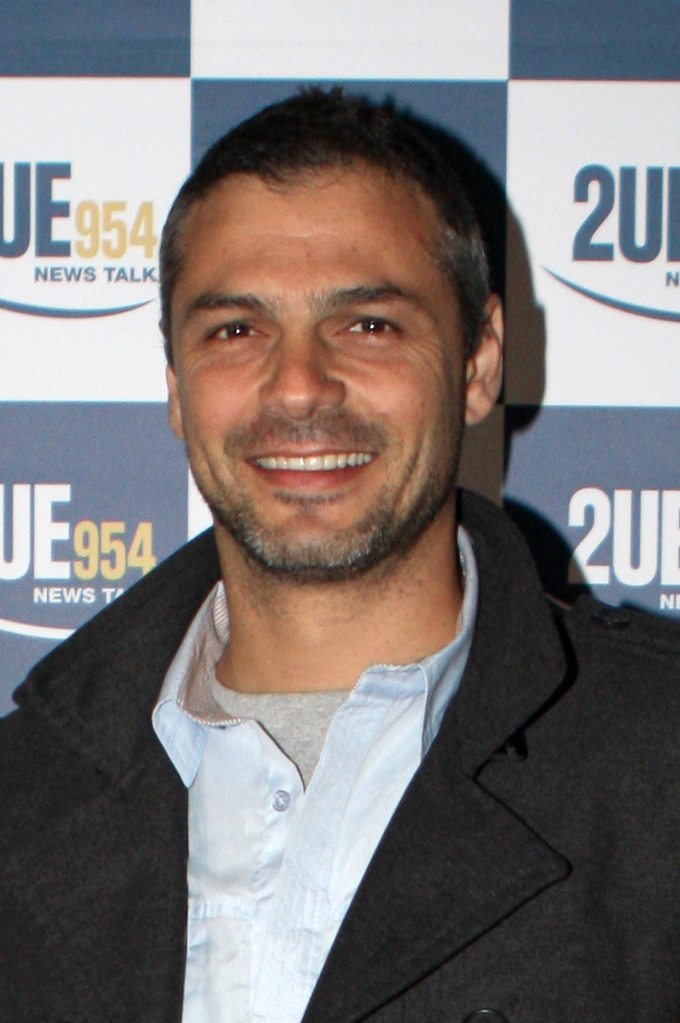
Jonny Pasvolsky (2011)

Jonathon Pasvolsky, geborener Jonathan Marc Pasvolsky, Spitzname Johnny Pasvolsky (* 26. Juli 1972 in Kapstadt, Südafrika) ist ein australischer Schauspieler.

## Leben
Er spielte mehrere kleine Rollen in Fernsehserien, bevor er die Rolle des Matt Bosnich („Rob Shelton“) in McLeods Töchter übernahm.
Er wurde in Südafrika geboren, wuchs jedoch in Australien auf. Seine Eltern und Vorfahren stammen gebürtig aus Russland. Jonathon hat drei Geschwister, unter anderem den Drehbuchautor Steve Pasvolsky, welcher 2003 für den Oscar nominiert war. Er ist seit 2006 mit seiner langjährigen Freundin Caro verheiratet. Am 24. Oktober 2007 wurde die gemeinsame Tochter Marlena Sierra Pasvolsky geboren
Seine größten Hobbys sind Surfen und Gitarrespielen.

## Filmografie
- 2008: Blood
- 2008: Hey Hey It’s Esther Blueburger
- 2005–2007: McLeods Töchter (Fernsehserie)
- 2006: Macbeth
- 2005: Second Chance
- 2003: White Collar Blue (Fernsehserie)
- 2003: Farscape (Fernsehserie)
- 2002: All Saints (Fernsehserie)
- 2002: Young Lions (Fernsehserie)
- 2015: Mortdecai – Der Teilzeitgauner
- 2016: Westworld (Fernsehserie)